# تعقد الجذور النيماتودي

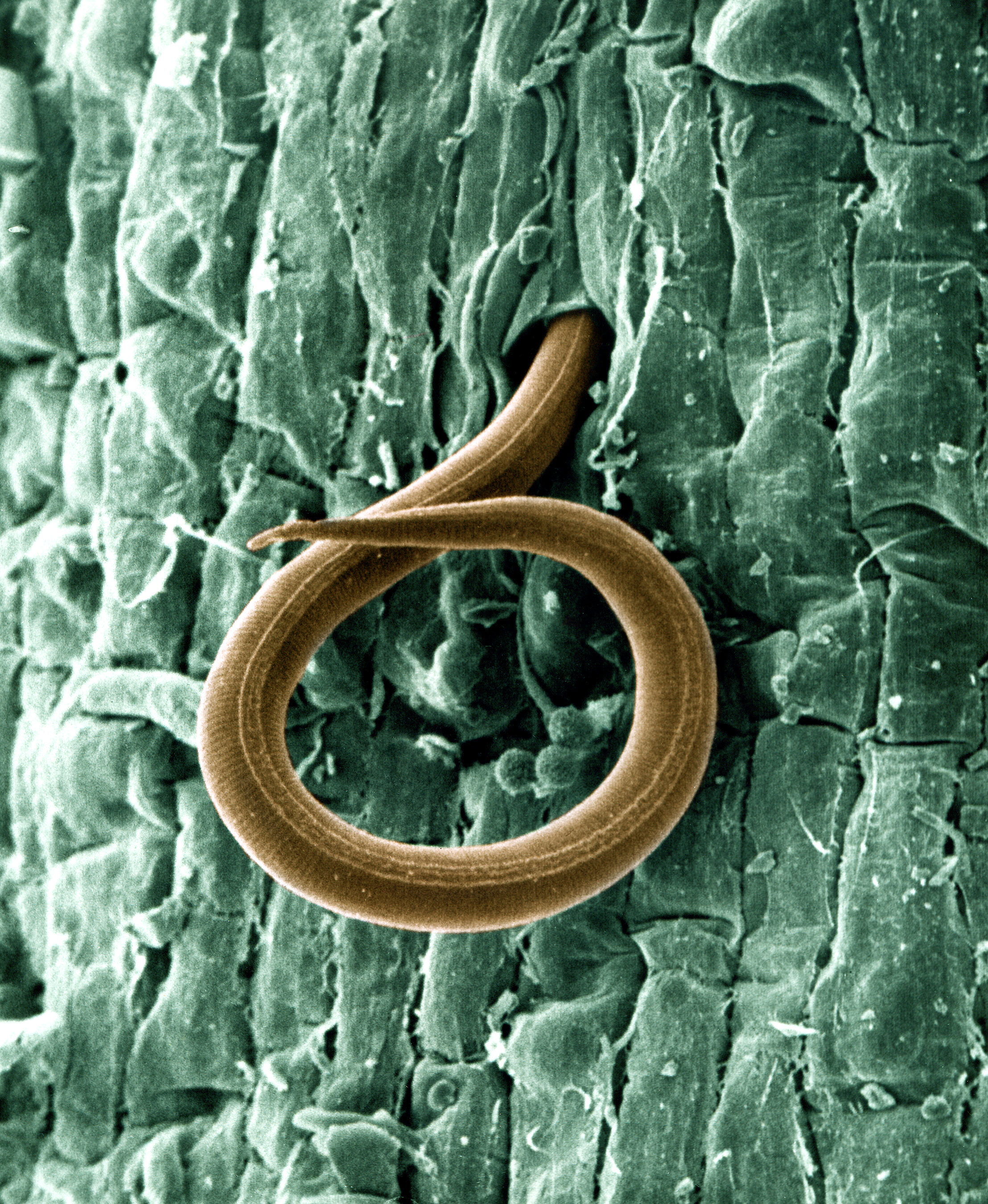

ديدان العقد الجذرية هي ديدان تصيب النباتات عند الجذور، حيث تشكل خلايا عملاقة في رأسها، وتظل تتغذى علي جذور النبات عند الطور اليرقي عندما تبلغ مرحلة النضج، حيث يأخذ الذكر الشكل الاسطوني ويترك الجذور وتأخذ الانثى شكل الكمثرى وتتبقى في النبات، وتتغذى علي جذور النبات ثم تضع البيض، وبعد ذلك يموت النبات؛ وتعتبر ديدان العقد الجذرية من الديدان المضرة في النبات الزراعي.